# Мама (фільм, 1991)
«Мама» (фр. Mayrig, вірм. Մայրիկ — «мама») — напівавтобіографічний фільм французького сценариста та режисера вірменського походження Анрі Вернея, що вийшов 27 листопада 1991 року.

## Сюжет
Фільм розповідає про життя шестирічного вірменського хлопчика Азада Закар'яна, який разом з сім'єю, батьком, матір'ю і двома тітоньками, приплив на пароплаві до Марселя втікаючи від переслідувань турків. Попри всі труднощі життя, родина залишається міцно згуртованою і позбавляє себе багато чого, щоб Азад здобув освіту і став інженером …

## Ролі виконують
- Клаудія Кардинале — Араксі Закар'ян, мама Азада
- Рішар Беррі — оповідач, тільки голос
- Омар Шариф — Аґоп Закар'ян, батько Азада
- Наталі Русель[fr] — Гаяне, тітка Азада

## Нагороди
- 1992 Національна кінопремія Франції «Сезар»:
  - Премія «Сезар» за найкращу музику до фільму — Жан-Клод Петі[fr]

## Навколо фільму
- В останній частині фільму є певне протиріччя — дія відбувається в червні 1940 року, коли Азад має 20 років. Проте він повинен мати 25 років у 1940-му, а не 20 років, як показано у фільмі. Адже він народився у 1915 році, оскільки у 6–ти річному віці емігрував до Франції разом зі своєю сім'єю в 1921 році.
- Фільм є першою частиною автобіографічного диптиха Анрі Вернея. Наступний фільм «588, вул. Раю» (фр. 588 Rue Paradis) вийшов 15 січня 1992 року.